# Miloopa
Miloopa – polski zespół muzyczny, powstały w 2001 roku we Wrocławiu. W swoich utworach w oryginalny sposób łączy wiele gatunków muzycznych takich jak drum and bass, funky, house, hip-hop, break-beat, jazz i soul.

## Historia
Miloopa powstała zimą 2001 roku we Wrocławiu. Zespół od samego początku był powiązany z nurtem jazzowej sceny klubowej, łącząc rozmaite gatunki muzyczne. Początki grupy wiążą się z jam session we wrocławskim klubie Wagon. Muzycy z różnych części Polski, którzy przypadkowo się tam spotkali, postanowili pół roku później stworzyć zespół. Miloopa wydała swoje pierwsze demo. W początkowej fazie istnienia zespołu zmieniał się jego skład: odszedł trębacz Adam Milwiw-Baron, Michał Muszyński zastąpił na perkusji Rafała Smolenia.
Zespół grał na koncercie inauguracyjnym Polsk Jazz Festival 2003 w Sztokholmie, gdzie występowali również Michała Urbaniaka i Urszuli Dudziak. Miloopa supportowała m.in. Bahamadię, Russian Percussion Group, DJ-a Vadima, występowała też na festiwalach Aspect of Valor 2002, Globalbeat 2004, Olomouc Vysechrad Festival, Fuzja Dźwięku, Sziget Festival, Creamfields, De La Musique Luxembourg, Be2gether, United Islands Prague, Open'er Festival, Green Valley, Summer of Music, Szene Lustenau, i koncertowała w takich krajach jak Wielka Brytania, Francja, Holandia, Szwecja, Niemcy, Węgry, Litwa, Czechy i Luksemburg.
Na przełomie września i października 2004 roku zespół odbył wspólną trasę po Polsce (digital culture live 2004 tour) ze szwajcarskim perkusistą JoJo Mayerem i jego nowojorskim projektem Nerve. Z zespołem rozstał się wkrótce potem jeden z założycieli - klawiszowiec Andrzej Szajewski. W ramach Europejskich Konfrontacji Muzycznych wraz z zespołem Beanfield podobną trasę Miloopa odbyła w marcu 2005.
W 2008 Miloopa nawiązała współpracę ze szwajcarskim producentem Roli Mosimannem, mającym na koncie nagrania m.in. dla Faith No More, The Young Gods i The Swans. W efekcie tej współpracy powstał drugi studyjny album grupy, Unicode. Na płycie gościnnie wystąpili Tom Fronza na didgeridoo, Ganesh Anandan na instrumentach perkusyjnych oraz Roli Mosimann. Płytę wydała wrocławska niezależna agencja Gig Ant, którą założył lider i basista Miloopy Radek 'Bond' Bednarz.
W 2010 z grupą rozstał się gitarzysta Wojtek Orszewski, którego zastąpił Przemek Gibki. 26 listopada 2011 ukazał się trzeci album Miloopy – Optica, wyprodukowany przez Roliego Mosimann'a oraz Radka 'Bonda' Bednarza. Wśród gości na płycie pojawili się związana z wydawnictwem Ninja Tune brytyjska grupa Antipop Consortium oraz norweski gitarzysta Eivind Aarset. Optica została wydana nakładem agencji Gig Ant Promotion.
15 lutego 2016 ukazał się teledysk „Get Ready” zapowiadający jubileuszowy album zespołu VERKE. Zdjęcia do klipu powstały na terenach Wrocławskiego Parku Przemysłowego, a w obsadzie aktorskiej gościnnie wystąpił Lech Janerka. Nowe wydawnictwo Miloopy ukazało się 15 kwietnia 2016 z okazji 15-lecia działalności zespołu. Głównymi partnerami projektu są Europejska Stolica Kultury Wrocław 2016, Wrocławski Park Przemysłowy, Dozamel oraz międzynarodowa platforma artystyczna Eklektik Session. W dniu premiery VERKE pojawił się również nowy teledysk „Funeral Blues”, częściowo zrealizowany w Narodowym Forum Muzyki we Wrocławiu.

## Skład
- Natalia Lubrano – śpiew
- Radek „Bond” Bednarz – bass, produkcja
- Michał Muszyński – perkusja
- Paweł Konikiewicz – klawisze

Byli muzycy
- Wojtek „Monter” Orszewski – gitara, klawisze, rap
- Adam „Barry” Milwiw-Baron – trąbka, klawisze
- Przemek Gibki – gitara

## Dyskografia

### Albumy
- Nutrition Facts (2005, Gig Ant)[2]
- Unicode (2008, Gig Ant)[3]
- Optica (2011, Gig Ant)[4]
- VERKE (2016, Gig Ant)

### EP
- Come'n'get me (2006)[5]

### Single
- Cosmic Step feat. Mc Blu Rum 13 (listopad 2005)

### Kompilacje
- Friendly Beats (EMI Music Poland, 2006)[6]
- Ram Café vol. 1 (Universal, 2007)[6]
- Knowledge Magazine mix CD (wydane w Wielkiej Brytanii, listopad 2007)[6]
- Wszystkie Covery Świata (EMI Music Poland, 2008)[6]
- “+48 71″ (Luna Music, 2009)[6]
- RAM PL (Magic Records, 2010)[6]